# Presidenti federali della Germania
I presidenti della Repubblica Federale di Germania dal 1949 (approvazione della Costituzione) ad oggi sono stati i seguenti.

## Lista
| #   | Presidente (nascita-morte) | Presidente (nascita-morte) | Presidente (nascita-morte)         | Elezione                  | Elezione          | Elezione                   | Mandato           | Mandato                      | Partito                      | Stendardo |
| #   | Presidente (nascita-morte) | Presidente (nascita-morte) | Presidente (nascita-morte)         | Scrutini                  | Data              | Percentuale                | Inizio            | Fine                         | Partito                      | Stendardo |
| --- | -------------------------- | -------------------------- | ---------------------------------- | ------------------------- | ----------------- | -------------------------- | ----------------- | ---------------------------- | ---------------------------- | --------- |
| 1º  |                            |                            | Theodor Heuss (1884–1963)          | 2                         | 12 settembre 1949 | 51.7% (416 voti su 804)    | 12 settembre 1949 | 17 luglio 1954               | Partito Liberale Democratico |           |
| 1º  | 1                          | 17 luglio 1954             | Theodor Heuss (1884–1963)          | 85,6% (871 voti su 1018)  | 17 luglio 1954    | 12 settembre 1959          |                   |                              | Partito Liberale Democratico |           |
| 2º  |                            |                            | Heinrich Lübke (1894–1972)         | 2                         | 1 luglio 1959     | 50.7% (526 voti su 1038)   | 13 settembre 1959 | 1º luglio 1964               | Unione Cristiano-Democratica |           |
| 2º  | 1                          | 1º luglio 1964             | Heinrich Lübke (1894–1972)         | 68,1% (710 voti su 1042)  | 1º luglio 1964    | 30 giugno 1969             |                   |                              | Unione Cristiano-Democratica |           |
| 3º  |                            |                            | Gustav Heinemann (1899–1976)       | 3                         | 5 marzo 1969      | 49,4% (512 voti su 1036)   | 1º luglio 1969    | 30 giugno 1974               | Partito Socialdemocratico    |           |
| 4º  |                            |                            | Walter Scheel (1919–2016)          | 1                         | 15 maggio 1974    | 51,2% (530 voti su 1036)   | 1º luglio 1974    | 30 giugno 1979               | Partito Liberale Democratico |           |
| 5º  |                            |                            | Karl Carstens (1914–1992)          | 1                         | 23 maggio 1979    | 51% (528 voti su 1036)     | 1º luglio 1979    | 30 giugno 1984               | Unione Cristiano-Democratica |           |
| 6º  |                            |                            | Richard von Weizsäcker (1920–2015) | 1                         | 23 maggio 1984    | 80% (832 voti su 1040)     | 1º luglio 1984    | 23 maggio 1989               | Unione Cristiano-Democratica |           |
| 6º  | 1                          | 23 maggio 1989             | Richard von Weizsäcker (1920–2015) | 84,9% (881 voti su 1038)  | 23 maggio 1989    | 30 giugno 1994             |                   |                              | Unione Cristiano-Democratica |           |
| 7º  |                            |                            | Roman Herzog (1934–2017)           | 3                         | 23 maggio 1994    | 52,6% (696 voti su 1324)   | 1º luglio 1994    | 30 giugno 1999               | Unione Cristiano-Democratica |           |
| 8º  |                            |                            | Johannes Rau (1931–2006)           | 2                         | 23 maggio 1999    | 51,6% (690 voti su 1338)   | 1º luglio 1999    | 30 giugno 2004               | Partito Socialdemocratico    |           |
| 9º  |                            |                            | Horst Köhler (1943–2025)           | 1                         | 23 maggio 2004    | 50,1% (604 voti su 1205)   | 1º luglio 2004    | 23 maggio 2009               | Unione Cristiano-Democratica |           |
| 9º  | 1                          | 23 maggio 2009             | Horst Köhler (1943–2025)           | 50,1% (613 voti su 1224)  | 23 maggio 2009    | 31 maggio 2010 (Dimessosi) |                   |                              | Unione Cristiano-Democratica |           |
| 10º |                            |                            | Christian Wulff (1959)             | 3                         | 30 giugno 2010    | 50,2% (625 voti su 1244)   | 30 giugno 2010    | 17 febbraio 2012 (Dimessosi) | Unione Cristiano-Democratica |           |
| 11º |                            |                            | Joachim Gauck (1940)               | 1                         | 18 marzo 2012     | 79,9% (991 voti su 1240)   | 18 marzo 2012     | 18 marzo 2017                | Indipendente                 |           |
| 12º |                            |                            | Frank-Walter Steinmeier (1956)     | 1                         | 12 febbraio 2017  | 74,3% (931 voti su 1260)   | 19 marzo 2017     | 13 febbraio 2022             | Partito Socialdemocratico    |           |
| 12º | 1                          | 13 febbraio 2022           | Frank-Walter Steinmeier (1956)     | 72,7% (1045 voti su 1472) | 13 febbraio 2022  | in carica                  |                   |                              | Partito Socialdemocratico    |           |

### Provenienza federale
Lo stato federale di nascita dei presidenti della federazione tedesca è riportata nella seguente tabella.
Gli stati federali sono elencati in ordine alfabetico, mentre i presidenti in ordine cronologico.
| Land                             | Num. | Presidenti                                |
| -------------------------------- | ---- | ----------------------------------------- |
| Baden-Württemberg                | 2    | Heuss, von Weizsäcker                     |
| Bassa Sassonia                   | 1    | Wulff                                     |
| Baviera                          | 1    | Herzog                                    |
| Brema                            | 1    | Carstens                                  |
| Meclemburgo-Pomerania Anteriore  | 1    | Gauck                                     |
| Renania Settentrionale-Vestfalia | 5    | Lübke, Heinemann, Scheel, Rau, Steinmeier |

L'unico presidente non presente nella tabella è Horst Köhler, nato a Heidenstein, in Polonia.

## Durata del mandato
Il Presidente della Repubblica Federale rimasto nel suo ruolo più a lungo è stato Heuss, mentre quello rimasto per meno tempo è stato Wulff.
| #  | Giorni | Presidente              | Mandato           | Mandato           | Note                                                                        |
| #  | Giorni | Presidente              | Inizio            | Fine              | Note                                                                        |
| -- | ------ | ----------------------- | ----------------- | ----------------- | --------------------------------------------------------------------------- |
| 1  | 3 652  | Theodor Heuss           | 12 settembre 1949 | 12 settembre 1959 | Presidente per due mandati.                                                 |
| 2  | 3 651  | Richard von Weizsäcker  | 1 luglio 1984     | 30 giugno 1994    | Presidente per due mandati e primo presidente della Germania riunificata.   |
| 3  | 3 578  | Heinrich Lübke          | 13 settembre 1959 | 30 giugno 1969    | Presidente per due mandati, si è dimesso durante il secondo.                |
| 4  | 2 970  | Frank-Walter Steinmeier | 19 marzo 2017     | in carica         | Presidente per due mandati: il primo di 1 792 e il secondo di 1 178 giorni. |
| 5  | 2 160  | Horst Köhler            | 1 luglio 2004     | 31 maggio 2010    | Presidente per due mandati, si è dimesso durante il secondo.                |
| 6  | 1 826  | Karl Carstens           | 1 luglio 1979     | 30 giugno 1984    |                                                                             |
| 6  | 1 826  | Johannes Rau            | 1 luglio 1999     | 30 giugno 2004    |                                                                             |
| 6  | 1 826  | Joachim Gauck           | 18 marzo 2012     | 18 marzo 2017     |                                                                             |
| 9  | 1 825  | Gustav Heinemann        | 1 luglio 1969     | 30 giugno 1974    |                                                                             |
| 9  | 1 825  | Walter Scheel           | 1 luglio 1974     | 30 giugno 1979    |                                                                             |
| 9  | 1 825  | Roman Herzog            | 1 luglio 1994     | 30 giugno 1999    |                                                                             |
| 12 | 597    | Christian Wulff         | 30 giugno 2010    | 17 febbraio 2012  | Dimessosi a causa di una accusa di corruzione.                              |

## Dati statistici e curiosità
- Sono cinque i Presidenti eletti per due mandati consecutivi:

1. Theodor Heuss, eletto il 12 settembre 1949 e il 17 luglio 1954.
2. Heinrich Lübke, eletto il 1 luglio 1959 e il 1 luglio 1964.
3. Richard von Weizsäcker, eletto il 23 maggio 1984 e il 23 maggio 1989.
4. Horst Köhler, eletto il 23 maggio 2004 e il 23 maggio 2009.
5. Frank-Walter Steinmeier, eletto il 12 febbraio 2017 e il 13 febbraio 2022.

- Gli unici due Presidenti ad aver completato entrambi i mandati sono stati:

1. Theodor Heuss, dal 12 settembre 1949 al 12 settembre 1959, per un totale di 3 652 giorni.
2. Richard von Weizsäcker, dal 1º luglio 1984 al 30 giugno 1994, per un totale di 3 651 giorni.

- Sono tre i Presidenti ad essersi dimessi prima della fine del mandato:

1. Heinrich Lübke, dimessosi durante il secondo mandato, 30 giugno 1969.
2. Horst Köhler, dimessosi durante il secondo mandato, 31 maggio 2010.
3. Christian Wulff, dimessosi durante il primo mandato, il 17 febbraio 2012.

- Heinrich Lübke è l'unico Presidente ad essersi dimesso a causa di motivi di salute.
- Horst Köhler e Christian Wulff si dovettero dimettere a causa di scandali politici.
- Lo Stato federale che ha dato i natali al maggior numero di Presidenti è la Renania Settentrionale-Vestfalia (5);
- Il Presidente eletto con la percentuale più alta è stato Theodor Heuss che con il 85,6% nel 1954 ottenne il suo secondo mandato;
- Il Presidente eletto con la percentuale più alta al suo primo mandato è stato Richard von Weizsäcker nel 1984 con l'80%;
- Solo un Presidente, Karl Carstens, è stato Presidente del Bundestag prima di essere eletto come Capo di Stato.